# To Be Free
«To Be Free» es el trigésimo primer sencillo de la boy band japonesa Arashi que fue lanzado el 7 de julio de 2010 bajo la discográfica J Storm. La canción fue utilizada como tema principal de los comerciales de Mitsuya Cider, que protagonizó el miembro de Arashi Sho Sakurai. Sólo una versión física del sencillo fue lanzado, con pista una instrumental de la canción y un DVD.

## Lista de pistas
| Regular Edition |                             |        |                        |          |  |
| N.º             | Título                      | Letras | Música                 | Duración |  |
| 1.              | «To Be Free»                | Soluna | Samuel Waermo, Octobar | 3:45     |  |
| 2.              | «To Be Free» (Instrumental) | Soluna | Waermo, Octobar        | 3:43     |  |

| DVD |                          |          |  |
| N.º | Título                   | Duración |  |
| 1.  | «To Be Free» (Making of) |          |  |
| 2.  | «To Be Free» (PV)        |          |  |

## Performance en las listas
El sencillo vendió alrededor de 180 000 copias en el primer día de su lanzamiento el 7 de julio de 2010, debutando en el número uno en el Oricon daily singles chart. El 13 de julio de 2010, "To Be Free" alcanzó el puesto número uno en el Oricon weekly singles chart, convirtiéndose en el grupo con veinte número uno consecutivo desde el 2004 con su sencillo "Pikanchi Double". Junto con el miembro Satoshi Ohno y su sencillo "Yukai Tsukai Kaibutsu-kun" (ユカイツーカイ怪物くん?), que fue lanzado el mismo día que "To Be Free" y se colocó en el número dos, Arashi y Ohno lograron la hazaña poco común de un grupo y un solista del grupo al mismo tiempo tomando los dos primeros puestos por primera vez en casi diez años.
"To Be Free" se mantuvo número uno en la lista Billboard Japan Hot 100 por dos semanas consecutivas.

## Listas, posiciones y certificaciones
| Lista (2010)                      | Máxima posición |
| --------------------------------- | --------------- |
| Billboard Japan Hot 100           | 1               |
| Japan Oricon Daily Singles Chart  | 1               |
| Japan Oricon Weekly Singles Chart | 1               |

| País  | Proveedor | Ventas  | Certificación |
| ----- | --------- | ------- | ------------- |
| Japón | RIAJ      | 425 978 | Doble platino |

## Historial de lanzamiento
| Región        | Fecha                                            | Formato               | Distribuidor     |
| ------------- | ------------------------------------------------ | --------------------- | ---------------- |
| Japón         | 07 de julio de 2010 (14 años, 8 meses y 16 días) | CD+DVD (JACA-5227)    | J Storm          |
| Corea del Sur | 21 de julio de 2010 (14 años, 8 meses y 2 días)  | CD+DVD (SMJTCD357B)   | SM Entertainment |
| Taiwán        | 23 de julio de 2010 (14 años y 8 meses)          | CD+DVD (JAJSG27030/A) | Avex Taiwan      |
| Hong Kong     | 31 de julio de 2010 (14 años, 7 meses y 23 días) | CD+DVD                | Avex Asia        |